# San Juan de la Nava
San Juan de la Nava  és un municipi de la província d'Àvila, a la comunitat autònoma de Castella i Lleó. Està situat entre El Barraco, Navalmoral, Navaluenga i Riofrío.

## Demografia
| 1991 | 1996 | 2001 | 2004 |
| ---- | ---- | ---- | ---- |
| 706  | 704  | 683  | 635  |